# Диносауруси
Диносауруси (лат. Dinosauria — Диносаури) су разграната група животиња која се појавила током тријаса, прије скоро 250 милиона година. Иако тачно вријеме појаве диносауруса још увијек није директно одређено, наука тренутно процјењује да су се појавили између 231 и 243 милиона година.
Све до краја 20. вијека се вјеровало да су све групе диносауруса изумрле прије 65 милиона година; међутим, фосилни остаци диносауруса пронађени 1990-их година су потврдили пријашња мишљења да се данашње птице убрајају у диносаурусе, и да су потекле од малих диносауруса месождера. Данас се зна да су се прве птице развиле у доба јуре, да су једина група диносауруса која је преживјела велико изумирање крајем креде, да се за њих користи термин авијански или птичји диносауруси (енгл. Avian dinosaurs).
Диносауруси су веома разнолика група животиња гледано из таксономских, морфолошких и еколошких ставова. Птице, на више од 10.000 живих врста, су најразноликија група кичмењака након риба. Користећи фосилне доказе, палеонтолози су идентификовали више од 500 посебних родова и више од 1000 различитих врста диносауруса (не укључујући птице).
Диносауруси су заступљени на свим континентима, било да се ради о живим или изумрлим врстама. Неки од њих су биљоједи, други месождери, а неки и свеждери. Данашње врсте диносауруса се крећу ходајући на двије ноге, док су у прошлости постојале многе изумрле групе које су се кретале на четири ноге или на двије, а неке су биле у стању да се крећу и на двије и на четири ноге. Поједине врсте су имале посебне коштане структуре, као што су рогови и кријесте, или коштане модификације као што су кости оклопа и кичме које су служиле за распознавање припадника исте групе.
Иако су модерни диносауруси (птице) углавном мали и ограничени у величини због тога што су развили способност летења, многи изумрли диносауруси су имали велика тијела, међу којима су највећи били сауроподи, који су били највеће копнене животиње свих времена. Процјењује се да је најдужи диносаурус био Амфикоелиас алтус (лат. Amphicoelias altus), који је достизао дужину од 58 метара, иако новија истраживања у 2015. години указују да се ради о погрешној процјени. Осим Амфикоелиаса, за најдужег диносауруса се сматра Аргентиносаурус хуинкуленсис (лат. Argentinosaurus huinculensis), који је достизао дужину између 30 и 39,7 метара. Највиши диносаурус је био Сауропосејдон протелес (лат. Sauroposeidon proteles), који је достизао висину од 18 метара. Најмањи изумрли диносаурус је био Сисјаникус занги (лат. Xixianykus zhangi), који је био дуг 50 центиметара.
Иако се диносауруси убрајају у гмизавце, они нису гуштери, нити су им блиско сродни. Умјесто тога, диносауруси не посједују особине које се традиционално приписују гмизавцима, као што су раскречен став ногу или хладнокрвност. Иако ријеч диносаурус буквално значи „страшни гуштер”, овај назив се често употребљава погрешно за неке изумрле врсте гмизаваца (укључујући: мосасаурусе, ихтиосаурусе, птеросаурусе, плесиосаурусе, као и синапсиде), иако они нису таксономски класификовани као диносауруси.
Људски поглед на ова бића се мијењао током времена. Током прве половине 20. вијека, прије него што су птице препознате као група диносауруса, већина научне заједнице је вјеровала да су диносауруси били велики, спори, усамљени, троми и хладнокрвни гмизавци који лутају по мочварама и вуку за собом своје дугачке репове. Тек крајем шездесетих година прошлог вијека са открићем врсте Деиноникус антиропус (лат. Deinonychus antirrhopus), и са истраживањима спроведеним 1970-их се дошло до закључка да су сви диносауруси били активне топлокрвне друштвене животиње морфолошки сличније птицама него гмизавцима, са повећаним метаболизмом, које су савршено прилагођене условима своје средине.
Још од првих фосилних остатака који су препознати у раном 19. вијеку, костури диносауруса су постали главне атракције у музејима широм свијета, и диносауруси су постали трајни дио свјетске културе.

## Порекло и значење назива
Назив диносаурус потиче од двије грчке ријечи: динос (грч. δεινός) што значи страшан, и саврос (грч. σαῦρος) што значи гуштер или гмизавац; а дао га је енглески зоолог сер Ричард Овен 1842. године.

## Обележја
Неки диносауруси су, уз китове, највеће животиње које су икад постојале на Земљи. Диплодок се сматра највећим диносаурусом. Дуг је 25 метара, те има дуг врат и малу главу. Постоје индикације да су ипак већи суперсаур и ултрасаур, мада до данас није нађен велик број њихових фосила. Маменчисауров врат је био дуг 11 метара.
Најмањи је диносаурус компсогнатус, величине ћурке, дуг 75–91 cm, а тежак 3 kg).
Од месождера се као најомраженији истиче тираносаурус, дуг 15 метара и са зубима од којих су неки дуги 20 cm. Постоје докази да је већи месождер кархародонтосаур, за кога постоје индикације да је спор и неспретан, па чак и да је стрвинар.

## Прехрана

### Биљоједи
Диносауруси биљоједи су имали тупе зубе који су били прилагођени тешко сварљивој биљној храни. Имали су и већи систем за варење од месоједа. Неки биљоједи су, као данашње птице гутали стене (гастролит) које би им се заглавиле у желуцу, да би се лакше уситнила храна. Неки диносауруси биљоједи су: Iguanadon, diplodokid, , , , , , , ampelosaur, saltasaur, Euoplocephalus, Amargasaurus и pachicefalosaur.

### Месоједи
Диносауруси месоједи су имали дуге ноге, добар вид и слух како би могли уловити плен. Такође су имали јако оштре зубе како би убили и растргали плен. Неки месоједи су били канибали, јели су припаднике своје врсте. Неколико фосила диносауруса пронађено је са фосилом друге животиње унутар тела. Неки од месоједа су: kompsognatus, tiranosaur, , , , , daspletosaur, velociraptor, megaraptor, megalosaur .

### Сваштоједи
Само неколико нама познатих диносауруса су сваштоједи, као Ornithomimus и Oviraptor који су јели биљке, јаја, инсекте итд. Доста биљоједа при конзумацији биља случајно прогута инсекте или неке друге мале животиње.

## Размножавање
Мало тога се зна о размножавању диносауруса. Познато је да су се диносауруси размножавали јако рано. Диносаурус би оплодио јаје, које би женка затим снела. Јаја су била округла или издужена, слична јајима рептила, птица и примитивних сисара. Највеће јаје диносауруса је оно хипселосаурово. Пронађено је у Француској 1869. Било је дуго 30 cm, 25 cm широко, запремине 2 l и тешко 7 kg. Неки научници су утврдили да су женке имале проширену цев која је служила за полагање јаја.

## Еволуција и систематика

### Почеци
Многи научници су дуго времена сматрали да су диносауруси били полифилетична група и да су се састојали од међусобно мало повезаних архосаура – данас се на диносауре гледа као на засебну групу.
Први диносауруси су се одвојили од архосаура током средњег тријаса, пре око 235 милиона година. Само 20 милиона година раније, крајем перма, десило се највеће изумирање у Земљиној историји у којем је изумрло 95% свих врста. У 230 милијуна година старој формацији Ischigualasto у Аргентини пронађени су фосили врло примитивних диносауруса, као нпр. Eoraptor, који је вероватно био предак свих диносауруса који су се касније појавили; према томе, први диносауруси били су мали двоножни месоједи.
Такав поглед ће касније потврдити налази орнитодира сличних диносаурусима, као што су Marasuchus и Lagerpeton. Ти родови су класификовани изван Dinosauria, али су вероватно били врло сродни заједничком претку диносауруса.
Када су се појавили први диносауруси, копнени екосистеми били су заузети од стране разних архосаура и терапсида: aetosaura, sinodonta, disinodonta, ornitosukida, rauisukida и rinhosaura. Већина њих је изумрла већ у тријасу; на прелазу између карнијума и норијума десило се масовно изумирање у којем су изумрли дисинодонти и многи примитивни архосауроморфи. Следило је још једно изумирање на пријелазу између тријаса и јуре, у којем је изумрла већина група архосаура. Након тих догађаја копнена фауна се састојала од крокодиломорфа, диносауруса, сисара, птеросаура и корњача.
Рани диносауруси су вероватно заузимали нише које су постале слободне изумирањем неке групе животиња. Пре се сматрало да су диносауруси потиснули старије групе дугом конкуренцијом, што се данас сматра врло невероватним: број диносауруса није постепено растао, што се дешавало са другим групама; у карнију су чинили 1-2% фауне, али после изумирања других група тај проценат се попео на 50-90%. Усправна позиција ногу, која се дуго сматрала кључном адаптацијом, постојала је и код других група које нису биле тако успешне (aetosaura, ornitosukida, rauisukida и неких krokodilomorfa).

### Систематика и филогенија
Надред диносауруса спада, како је то случај са већином рептила, у диапсиде. Они се од синапсида (од којих су потекли сисари) и од анапсида (данашњих корњача) разликују по два отвора у лубањи иза очију. Унутар диапсида потекли су од архосаура, који су имали још два отвора у лубањи. Данашњи потомци тих рептила су одвојени од крокодила и птица. Сами диносауруси деле се на два реда, Saurischia и Ornithischia. Они су се разликовали по структури карличних кости. Припадници Saurischia су наследили структуру карличних кости од својих предака, док су припадници Ornithischia развили карличне кости налик онима код птица.
Следи поједностављена класификација диносауруса до породица.
- -  (диносауруси са гуштерским костима кукова)
    -  (рани, двоножни месоједи)
    -  (двоножни диносауруси, већим делом месоједи)
      -  ( и сродници)
      -  ( и абелисауриди – ови задњи су били важни грабљивци у касној креди на јужним континентима)
      - Spinosauroidea (mesožderi i eventualno ribojedi; neki su imali lubanju kao kod krokodila i jedro na leđima)
      -  ( и сродници, као нпр. Carcharodontosaurus)
      -  (група разноликих теропода)
        -  (мали до дивовских размера, често са редукованим предњим удовима)
        -  (биљоједи и месоједи налик ноју, без зуба)
        -  (двоножни биљоједи са дугим рукама и малим главама)
        -  (безуби диносауруси; њихова исхрана и начин живота су непознати)
        -  (класични "раптори", нпр. Velociraptor)
        -  (лакше грађени дромеосауриди, могући омнивори)
        -  (птице, једини преживјели потомци диносауруса)

    -  (група биљоједа са врло дугим вратом)
      -  (рани сауроподи; мале до велике величине; неки су можда били свеједи, двоношци и четвороношци)
      -  (изузетно велики, већином дужине 15 метара)
        -  (издужене лубање и репови; зуби су били усмерени према напријед и игличасти)
        -  (разнолика група огромних сауропода)
          -  (са веома дугим вратовима и предњим удовима дужим од задњих)
          -  (разнолики; најчешћи у касној креди на јужним континентима)

  -  (диносауруси са птичјим карличним костима)
    -  (мали биљоједи или омнири са великим очњацима)
    -  (оклопни диносауруси, већином четвороношци)
      -  (са оклопом од коштаних плоча, такође су имали коштану куглу на крају репа)
      -  (четвороношци, са коштаним плочама и бодљама)

    -  (разнолики, били су и двоношци и четвороношци рониоци, могли су жвакати и имали су велики број зуба)
      -  (диносауруси са „пачјим кљуном“)

    -  (диносауруси са дебелим лобањама и коштаним бодљама и украсима на глави)
    -  (четвероножни диносауруси са роговима и штитом око врата, мада су рани облици имали само наговјештаје ових особина)

### Еволуција, палеобиогеографија и палеоекологија
Еволуција диносауруса после тријаса била је под утицајем вегетације и распореда континената. У касном тријасу и раној јури сви су континенти били скупљени у једну велику копнену масу која се назива Pangaea''; настањивали су је целофисоиди (месоједи) и просауроподи (биљоједи). Голосемењаче, а највише четинари, проширили су се теком касног тријаса и вероватно су били храна биљоједима. Просауроподи нису могли обрађивати биљке у устима и били су зависни од других начина обраде хране. Хомогеност диносаурусне фауне наставила се до средње и касне јуре: од теропода су доминирали цератосаури, спиносауроиди и карносаури; од биљождера стегосаури, остали припадници Ornithischia и сауроподи. Важне и познате фауне касне јуре завршавају у формацији Морисон у Северној Америци и у налазишту Тендагуру у Танзанији. Фауне Кине показују већу разноликост као што су специјализирани синорапториди и необични, дуговрати сауроподи попут . Анкилосаури и орнитоподи су се још више проширили, а просауроподи изумиру. Четинари и остале биљне групе као што су папрати и преслице доминирају крајоликом. За разлику од просауропода и сауропода, припадници Орнитхисцхиа су развили механизам жвакања који је омогућавао обраду хране у устима.
Тоеком ране креде Пангеа се поделила на више конитинената, па су и диносауруси постали разноликији. Анкилосаури, игуанодонти и брахиосауриди су се проширили по Европи, Северној Америци и северној Африци. После су се, посебно у Африци, појавили тероподи као што су спиносауриди и каркародонтосауриди; од сауропода, значајније су постале групе ребахисаурида и титаносаура. У Азији су манираптори попут дромеосаурида, трудонтида и овираптосаура постали чести, а важни биљоједи били су анкилосаури и рани цератопси попут Psittacosaurusa. За то време су се у Аустралији појавили примитивни анкилосауриди, хипсилофодонти и игуанодонти. Стегосаури изумиру у касној доњој креди или раној горњој креди. Једна велика промена у доњој креди била је појава скривеносеменица. У исто време разне групе биљоједа развијају збијене зубе који се замењују токм целог живота. Код цератопса се појављују кљунови, а код хадросаурида су они изразито развијени. И неки сауроподи су развили збијене зубе, као нпр. Nigersaurus.
У горњој креди постојале су три диносаурусне фауне. У Северној Америци и Азији доминирали су тираносауриди и разни малени манираптори, од биљоједа хадросауриди, цератопси, анкилосауриди и пахицефалосаури. На јужним континентима постојали су абелисауриди као главни грабљивци, а од биљоједа титаносаури. Фауна Европе састојала се од дромеосаурида, рабодонтида (Iguanodontia), нодосаурида (Ankylosauria) и титаносаура. Скривеносеменице су се још више прошириле, а прве траве појавиле су се крајем креде. Хадросауриди и цератопси су крајем креде постали много разноврснији у Северној Америци и Азији. Неки тероподи су постали омнивори или биљоједи, као нпр. теризиносаури и орнитомимосаури.

### Пернати диносауруси и појава птица
Прве праве птице појавиле су се у периоду јуре и развиле су се од манираптора, групе теропода врло сличних птицама. Године 1861. пронађена је позната праптица Archaeopteryx. Та рана птица имала је цели мозаик птичјих и тероподских особина, али је толико личила на тероподе да је један примерак који није пронађен са перјем био сврстан као Compsognathus. Теорија да су птице еволуирале од диносауруса појавила се 1970-их година када ју је предложио Џон Остром. До данас је откривено преко 100 анатомских особина између тероподних диносауруса и птица – нарочито што се тиче врата, стидне кости, ручног зглоба, рамена, ноге и прсне кости.
Од 1990-их година до данас пронађен је велики број теропода са перјем, који су још јасније одредили сродство између птица и диносауруса. Већина тих фосила пронађена је из формације Yixian (североисточна Кина), која је позната по одлично очуваним фосилима. Остаци пернатих диносауруса су ретки, зато што се кожа и перје врло ретко очува, па недостају код већине фосила; према томе, многи други тероподи могли су такође имати перје. Оно је и пронађено код компсогнатида Sinosauropteryxa, тираносауроида Dilonga, Beipiaosaurusa, до данас највећег пернатог диносауруса, а од манираптора пронађени су код овираптосаура, трудонтида и дромеосаурида. Перје се развило ради задржавања топлоте или ради удварања; функција лета се појавила касније у еволуцији. Код врсте Microraptor gui из формације Yixian пронађено је летно перје и на рукама и на ногама, па је вероватно једрио од дрвета до дрвета. Још увек није познато како се развио прави лет.

## Распрострањеност фосила
Кад су се појавили први диносауруси, вероватно је постојао суперконтинент Пангеа у чији су састав улазили данашњи континенти. Кад се Пангеа почела распадати на данашње континенте, диносауруси су били насељени на свим њеним деловима. Зато се њихови фосили могу наћи на свим континентима, чак и на Антарктици. Фосили копнених диносауруса се теже налазе, јер после угинућа диносаурус би морао упасти у воду да би му се тело фосилизирало.

## Откриће
Роберт Плот, енглески природњак, открио је 1667. прву кост диносауруса. Тада су људи мислили да је свет непромјенљив. Научници су сматрали да се ради о кости неког слона или чак дива. Жена енглеског лекара Мантела 145 година касније налази огромне зубе у хрпи камења. Мантелл је скупио толико фосила да је своју кућу претворио у музеј. Видели су те велике зубе и нису могли да одреде коме припадају. Научници су извели закључак да се ради о великим сисарима. Мантел је примијетио да ти огромни зуби наликују зубима јужноамеричких игуана (Iguanidae). Помислио је да су то зуби фосилног гуштера којег је назвао игуанодон, што значи "игуанин зуб". Научници су мислили да је реч о зубима неког крокодила или носорога.
Коначно, 1841. године, Ричард Овен први пут потврђује да је реч о давно несталим рептилма. Назвао их је диносауруси што на грчком значи "страшни гуштери". Године 1861. у пешчаним стенама Баварске је пронађен фосил праптице назване Archaeopteryx што значи "старо крило". Птица је имала обележја диносауруса, а живела је пре око 100 милиона година. Доста људи верује да је археоптерикс доказ везе птица и диносауруса. Преко 100 костура диносауруса Coelophzis из доњег тријаса нађено је у Новом Мексику. То је тренутно највећи број диносауруса нађених заједно.
Многи мисле да су диносауруси хладнокрвни гмазови, али постоје неке индикације да су били топлокрвни, да су били сличнији птицама, него рептилима. Такође се не зна које су били боје, а неки научници сматрају да су били зелени и смеђи, попут данашњих рептила.

### Изумирање
Нестанак диносауруса, других крупних мезозоичких рептила и 65% тадашњег живог свијета, доводи се у везу са падом огромног астероида који је прије 65 000 000 година пао на полуострво Јукатан у Мексику. Ако би метеорит био довољно велики, удар би подигао такав облак прашине да би створио заклон између Земље и Сунца. Самим тим сунчеви зраци не би допирали до површине земље и биљке не би могле да себи стварају храну процесом фотосинтезе. Уследило би изумирање хербивора и карнивора услед сукцесивног повећања недостатка хране. Астероидна теорија уништења диносауруса је добила додатни дио открићем почетком 21. века још једног великог кратера који се данас налази у Украјини, који је створен ударом метеора пар хиљада година након оног у Јукатану, прије него што се биљни и животињски свијет опоравио од првог удара.

## У популарној култури
До 1960-их година диносауруси су замишљани као велики рептили који усамљено ходају по мочвари и вуку своје дуге репове. Затим се дошло до индикација да су сличнији птицама него рептилима. У анимираним филмовима диносауруси се најчешће деле на добре и зле, који се међусобно боре. Као добри су приказани биљоједи - диплодок и сродници, triceratops, , parasaurolopus и сл. Зли су тираносаур, алосаур и сродници.